# Дашти-Навар (вулканическое поле)
Дашти-Навар — вулканическое поле в регионе Газни, Афганистан. Состоит из 15 трахиандезитовых куполов, расположенных в 133 км к юго-западу от Кабула. Площадь покрытия составляет 4000 км². Точное время образования неизвестно, но вероятнее всего оно происходило в эпоху плейстоцена. Последняя вулканическая активность происходила более 10 000 лет назад. 6 октября 2008 года произошло землетрясение магнитудой 6 в 140 км к востоку от вулканического поля.